# Diritti LGBT in Corea del Sud

Posizione della Corea del Sud

L'attività sessuale tra persone dello stesso sesso è perfettamente legale in Corea del Sud, anche se le coppie omosessuali non hanno ancora il diritto alle stesse protezioni legali a disposizione delle famiglie eterosessuali. Non è presente il matrimonio tra persone dello stesso sesso, né le unioni civili o altri istituti simili.
La legge sudcoreana non fornisce alcuna forma di protezione contro le discriminazioni per le persone LGBT, né proibisce i crimini d'odio basati sull'orientamento sessuale e l'identità di genere.
L'omosessualità rimane abbastanza un taboo nella società sudcoreana. L'omosessualità non è menzionata espressamente nella costituzione o nei codici civile e penale, mentre l'art. 2 dell'Atto della Commissione nazionale dei diritti umani della Corea include l'orientamento sessuale tra le classi protette. Le persone transgender e non binarie sono escluse dal servizio militare.
Alle persone transessuali è permesso cambiare legalmente di sesso dopo aver compiuto 20 anni (età coreana) e possono in tal caso anche cambiare le proprie informazioni di genere sui documenti ufficiali Harisu è la prima artista transgender che ha raggiunto una fama nazionale, diventando nel 2002 la seconda persona in Corea a cambiare giuridicamente genere a seguito dell'operazione di cambio di sesso.
Gay e lesbiche devono ancora affrontare difficoltà nell'ambiente familiare e lavorativo, e molti preferiscono non rivelare il loro orientamento sessuale alla famiglia, agli amici o ai colleghi di lavoro per paura di essere discriminati od ostracizzati.

## Storia
Anche se l'omosessualità è ben poco menzionata nella letteratura coreana o nei resoconti storici tradizionali, diversi membri maschili della nobiltà e figure di monaci buddhisti sono riconosciuti come esser stati attratti nei confronti di altri uomini quando non esser coinvolti attivamente in relazioni amorose con essi.
Uno degli esempi registrati è quello riguardante re Hyegong (758-780), 36° sovrano del regno di Silla: venne ucciso all'età di 22 anni dai suoi nobili, che gli si rivoltarono contro in segno di protesta per la sua troppo accentuata femminilità. Inoltre, gli hwarang (Hangul: 화랑; Hanja: 花郞), conosciuti anche come Cavalieri in fiore o ragazzi in fiore, erano un'elite di cavalieri uomini Silla, famosi per i loro rapporti omoerotici e la loro femminilità, come raccontato nel Samguk yusa, una raccolta di leggende, racconti ed avvenimenti storici.
Re Mokjong (980-1009) e Gongmin (1330-1374) di Goryeo detengono il primato d'aver tenuto presso di sé vari amanti maschi (wonchung) e, oltre a servire in qualità di partner sessuali, facevano loro anche da assistenti (chajewhi). Dopo la morte della moglie, il re Gongmin si è spinto fino al punto di creare un ministero il cui unico scopo era quello di cercare e reclutare giovani provenienti da tutto il paese per servire alla sua corte. Vi è poi Re Chungseon, il quale ebbe lunghe relazioni con uomini. Coloro i quali erano in relazioni omosessuali venivano definiti "yongyang jichong".
Durante la dinastia Joseon, prima del annessione da parte dell'impero giapponese molti nobili avevano relazioni omosessuali, inclusa la seconda moglie del re Mujong di Joseon, la quale venne esiliata dopo che venne scoperto che era andata a letto con una delle dame di corte. Durante questo periodo, vi erano anche gruppi teatrali nomadi noti col nome di "namsandang" comprendenti maschi minorenni chiamati Midong (i bei ragazzi): tali compagnie artistiche fornivano vari tipi intrattenimento tra cui musica, canto, ballo mascherato, a volte con rappresentazioni mimiche di rapporti sessuali tra maschi.
La diffusione del Neo confucianesimo in Corea del Sud modellò il sistema morale, lo stile di vita e le relazioni sociali della società coreana. Il neo confucianesimo enfatizzava la rigorosa obbedienza dell'ordine sociale e dell'unità familiare, intesa come caratterizzata da marito e moglie. L'omosessualità e le relazioni omosessuali venivano viste come disturbo del sistema e quindi percepite come devianti o immorali. A partire dal 1910 il neo confucianesimo ha perso molta influenza, anche se ancora oggi le idee e le pratiche del confucianesimo definiscono in maniera significativa la cultura e la società sudcoreana.
L'omosessualità venne declassificata ufficialmente come dannosa e oscena nel 2003.
Nel 2017, la Corte Suprema della Corea del Sud ha ordinato al governo di permettere la registrazione della fondazione sui diritti LGBT Oltre l'Arcobaleno (비온뒤무지개재단) come organizzazione di beneficenza presso il Ministero della giustizia. Senza la registrazione, la fondazione non poteva ricevere donazioni deducibili e operare nel pieno rispetto della legge. Nel 2014, il governo ha votato in favore di una risoluzione simbolica delle Nazioni Unite diretta a combattere le discriminazioni contro le persone LGBT.

## Riconoscimento delle relazioni omosessuali
Il matrimonio omosessuale e le unioni civili non sono legalmente riconosciute in Corea del Sud. Nel 2019, il Governo della Corea ha annunciato che avrebbe riconosciuto i matrimoni omosessuali dei diplomatici stranieri, ma non avrebbe riconosciuto quelli dei diplomatici sudcoreani che operano all'estero.
Nel maggio 2019, Kim Gyu-Jin si è sposata con sua moglie a New York. Nel 2020, hanno chiesto la registrazione del loro matrimonio presso l'ufficio di Jongno-Gu, ma hanno ricevuto un diniego. La coppia condivide le esperienze del proprio matrimonio sul blog ' Living as an openly queer in Korea'.. Inoltre, una loro intervista è apparsa sul canale nazionale KBS e sulle notizie di KakaoTalk. Quest'ultimo articolo ha ricevuto circa 10.000 commenti, l'80% dei quali, secondo Kim Gyu-Jin, negativi. Alcune persone avevano scritto alla coppia di andarsene dalla Corea, mentre altri hanno affermato di essere preoccupati che i matrimoni omosessuali distruggerebbero la società e i valori della famiglia. Altre risposte erano cattive e minacciose. La stessa ha quindi deciso di denunciare i 100 commentatori più offensivi.
Nel gennaio 2021, il Ministro della famiglia e dell'uguaglianza di genere di Seoul ha annunciato che avrebbe proposto delle modifiche alla normativa esistente in modo da riconoscere legalmente come famiglie i genitori single e non sposati, e i partner che convivono. Tuttavia, è stato in seguito precisato che ciò avrebbe riguardato solo le coppie eterosessuali..

## Media

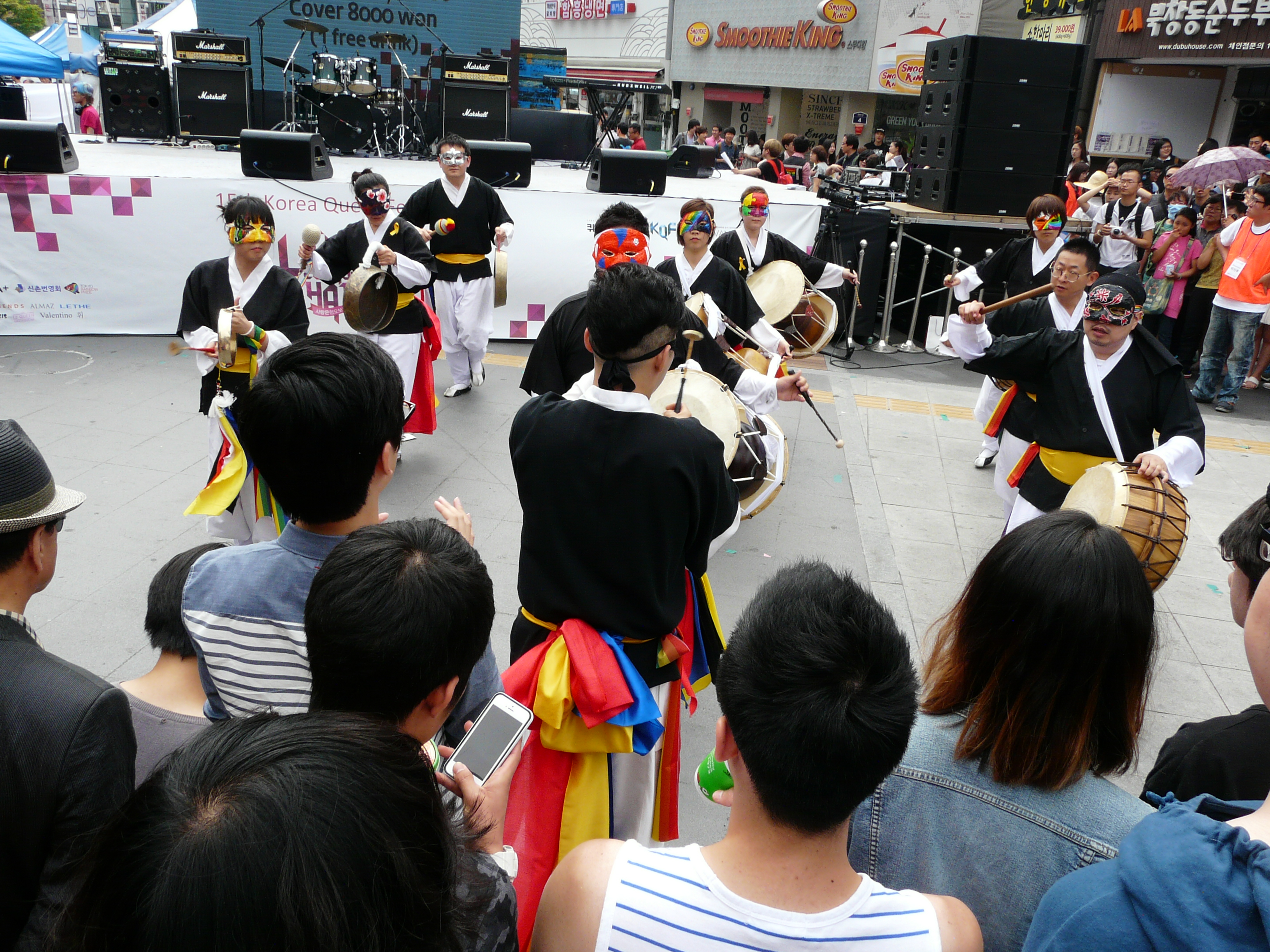
Il "Korea Queer Culture Festival" del 2014.

Il primo magazine dedicato a temi gay è stata la rivista Buddy la quale ha iniziato ad esser messa in vendita all'interno del circuito nazionale a partire dal 1998; negli anni immediatamente seguenti sono state poi ideate molte campagne pubblicitarie a tema gay-friendly le quali han raggiunto presto un'ampia popolarità.
Ad iniziare la messa in onda nelle televisioni nazionali di fiction prettamente a tematica gay è stato nel 2005 Wang-ui namja (Il re e il clown), un film storico basato sulla vicenda giudiziaria tra un re ed il suo giullare (nonché amante) maschile: la pellicola è divenuta il film col più alto incasso nella storia del cinema coreano.
Altri film recenti includono No Regret e A Frozen Flower del celebre regista Leesong hee-il, che è stato presentato al "Busan International Film Festival ". Nel 2010 Antique, basato sulla trama della serie Antique Bakery, giunse fino al festival di Berlino.
Presto molti programmi televisivi hanno iniziato ad introdurre personaggi caratterizzati come gay, coi relativi temi e questioni sociali.
Nel 2010 la serie TV Life Is Beautiful ha debuttato nel canale nazionale SBS divenendo il primo telefilm che esplora come tema e soggetto principale il rapporto di relazione e convivenza d'una coppia di uomini e di come le loro famiglie inconsapevoli cerchino invece in buona fede di farli fidanzare con qualche brava ragazza.
Nello stesso anno il drama coreano Kae-in-ui chwihyang (Personal Taste) è stato trasmesso dalla MBC: la storia ruota attorno ad un giovane uomo etero (impersonato da Lee Min Ho) che si deve fingere gay per poter diventar coinquilino di una ragazza che vive da sola; a seguito di ciò nel posto di lavoro diverrà oggetto delle attenzioni sentimentali di un suo superiore.
Prima di questi c'era stato solo Coming out, serie che ha debuttato sul canale via cavo tvN nel 2008 in tardissima serata: la storia tratta dell'amicizia tra un attore gay ed un'attrice etero e che pubblicamente tutti considerano come ufficialmente fidanzati.
Figure d'intrattenimento apertamente gay sono la già citata modella ed attrice transessuale Harisu, la quale fa frequenti apparizioni televisive: è stata la prima persona in Corea nel 2002 ha ottener il cambio legale di sesso.
L'attore Hong Seok-cheon dopo essere stato fortemente discriminato a seguito del coming out effettuato nel 2000, è tornato successivamente alla sua carriera nel mondo dello spettacolo e da allora appare in numerosi programmi di dibattito a sostegno dei diritti civili.
Nel 2005 è apparso con i suoi genitori ospite del talk show coreano " Park Ju-mi's Yoyumanman ", per discutere dei cambiamenti della sua vita da quando si è dichiarato gay. Dopo il divorzio di sua sorella, ne ha adottato i figli e ha cambiato i loro cognomi al suo.
Nei riguardi del suicidio per impiccamento del giovane attore Kim Ji-hoo, morto nel 2008, la polizia ha attribuito il suo gesto estremo ai pregiudizi pubblici ancora radicati nei confronti dell'omosessualità.
Nel 2011 è andato in onda sul canale KBS The Daughters of Bilitis, un "drama-special" sulla vita delle donne lesbiche, ma a seguito delle proteste di chi minacciava di boicottare la rete la produzione ha dovuto chiudere la trasmissione dopo quattro giorni. Anche XY She, un talk-show dedicato alla persone transgender è stato annullato dopo la prima puntata a causa dell'opposizione di una parte del pubblico: la rete ha indicato nella preoccupazione contro attacchi fisici a membri del cast quale ragione ufficiale della cancellazione del programma.
Nel 2013 il regista Kim Jho Kwang-soo e il suo compagno Kim Seung-hwan sono diventata la prima coppia gay a sposarsi pubblicamente, anche se non era un matrimonio legalmente riconosciuto.

### Nel cinema
La cinematografia sudcoreana si è occupata, nell'ultimo decennio, della realtà e delle condizioni di vita delle persone gay e lesbiche a livello di quella taiwanese e giapponese, ma con incursioni nella realtà transessuale quasi quanto il cinema thailandese; i suoi contenuti espliciti (tra cui il mostrare nudi frontali maschili), negli ultimi anni, rappresentano invece un suo carattere originale non imitato da alcun altro paese asiatico, se non forse solo dal cinema filippino. Tra i film che hanno maggiormente riscosso un consenso di critica e pubblico ci sono:
- 2001: Bungee Jumping of Their Own
- 2001: Yellow Hair 2
- 2002: Road Movie
- 2004: The Scarlet Letter (film 2004)
- 2005: Wang-ui namja (The King and the Clown)
- 2006: No Regret
- 2006: Like a Virgin (film)
- 2007: Rainbow Eyes
- 2008: Antique
- 2008: A Frozen Flower
- 2008: Sonyeon, sonyeon-eul mannada

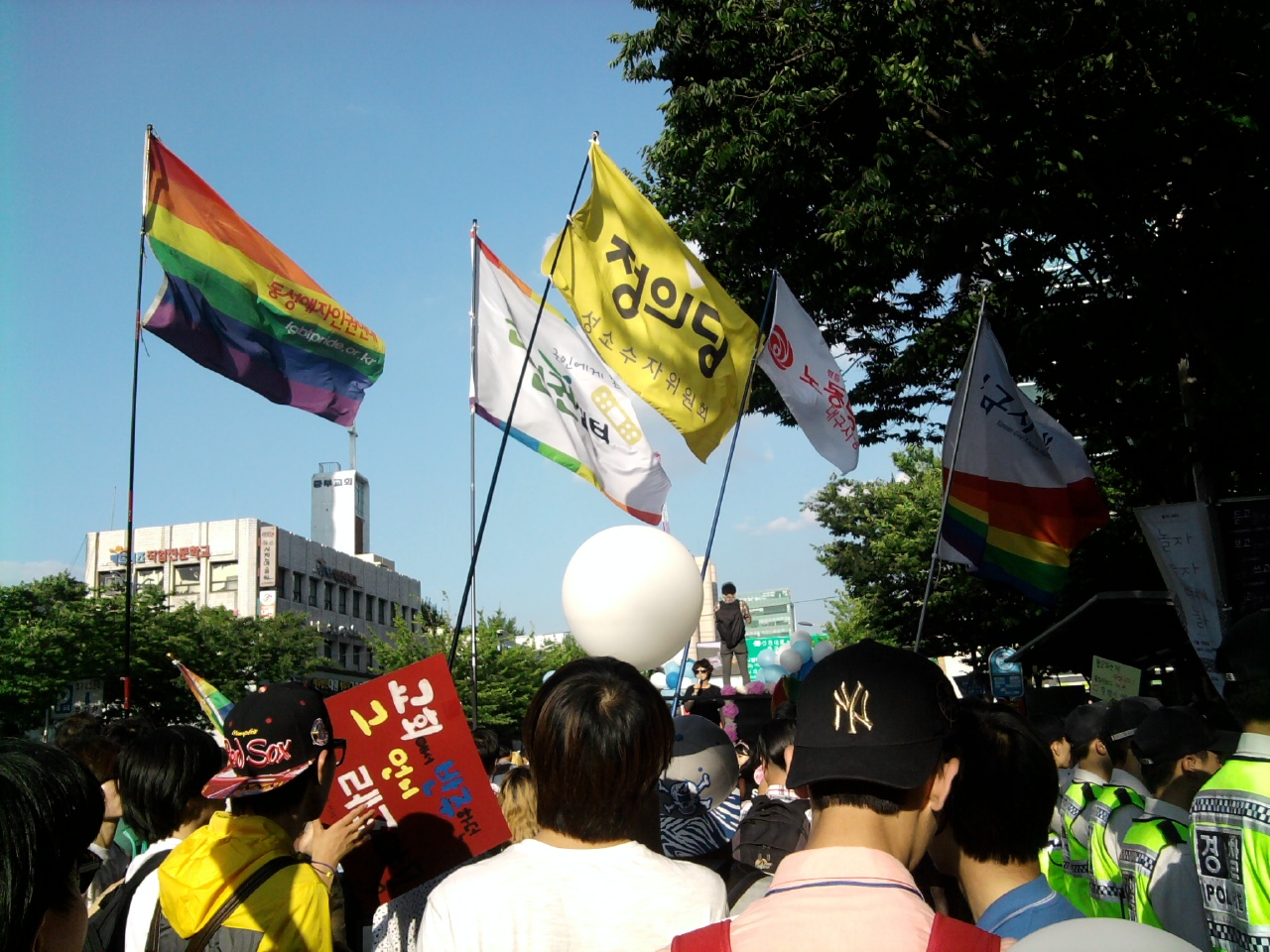
Pride 2014.

- 2009: Hello My Love
- 2009: Chingusa-i?
- 2010: Ashamed
- 2010: Love, In Between
- 2010: Lady Daddy
- 2010: Lovers Vanished
- 2011: Sarang-eun 100°C
- 2011: REC (film 2011)
- 2012: Stateless Things
- 2013: In My End Is My Beginning
- 2014: Man on High Heels
- 2017: Method

## Iniziative anti discriminatorie
L'Atto della Commissione sui Diritti Umani Nazionali (국가인권위원회법), emanato nel 2001, ha istituito la Commissione sui Diritti Umani Nazionali della Corea (NHRCK). Tale Commissione è un ente indipendente nella protezione, supporto e promozione dei diritti umani. L'atto istituito espressamente include l'orientamento sessuale tra gli elementi anti-discriminatori. Quando vi sono degli atti discriminatori, la Commissione può effettuare indagini e proporre misure non vincolanti di pacificazione, azioni disciplinari o può segnalare il fatto alle autorità. In ogni caso, non ha poteri coercitivi.
La legge nazionale sudcoreana, tuttavia, non proibisce le discriminazione sulla base dell'orientamento sessuale o dell'identità di genere. Nel corso degli anni, una serie di proposte di legge contro le discriminazioni sono state proposte e puntualmente abbandonate, soprattutto per l'opposizione dei gruppi conservatori, soprattutto protestanti. Per altro verso, nel 2019, il politico Ahn Sang-soo ha introdotto una proposta di legge per rimuovere l'orientamento sessuale dall'Atto relativo alla Commissione sui diritti umani nazionali, in modo da ridurre la tutela per le persone LGBT. Tale proposta di legge è stata sostenuta da 40 dei 300 membri del parlamento ed ha incontrato critiche e proteste da parte dei gruppi LGBT e di Amnesty International.
Un sondaggio del 2014 ha messo in evidenza come l'85% dei sudcoreani ritenga che le persone gay dovrebbero essere protette dalle discriminazioni. Secondo un altro sondaggio del 2017 di Gallup Korea, il 90% dei cittadini supporta pari opportunità per le persone LGBT in ambito lavorativo.
Il Presidente Moon Jae-in ha rimarcato la necessità di una legislazione egualitaria. Se da un lato ha riconosciuto che vi sono alcune opposizioni all'approvazione di leggi anti-discriminatorie, Moon ha affermato di aspettarsi che il Parlamento discuta tali normative nel prossimo futuro, come richiesto anche dal Comitato sull'eliminazione delle discriminazioni contro le donne delle Nazioni Unite, il Comitato sui diritti economici, sociali e culturali, il Comitato sui diritti dei bambini, il Comitato sull'eliminazione delle discriminazioni razziali ed il Comitato sui diritti umani. Moon, durante la campagna presidenziale del 2012 ha affermato che una norma contro le discriminazioni sarebbe stata una delle sue priorità. Tuttavia, una volta diventato presidente nel 2017, è stato abbastanza riluttante ad approvare tali normative a causa dell'opposizione presente anche all'interno del suo partito.
Nel 2022, NBC News ha parlato con parlamentari progressivi sudcoreani e vari cittadini LGBT del Paese, i quali hanno affermato che l'introduzione di una normativa che vieti le discriminazioni delle minoranze sarebbe il primo fondamentale passo verso l'uguaglianza. June Green, un barista transessuale di Seul ha detto a NBC News che poiché non esiste una legge contro le discriminazioni, spesso si sente in pericolo anche a camminare per strada."
Secondo il Barometro dei diritti gay Franklin & Marshall, la Corea del Sud è una delle tre nazioni OCSE ad ottenere una "F", che indica i paesi che perseguitano la comunità LGBT.

### Protezioni a livello provinciale
Vieta le discriminazioni sulla base dell'orientamento sessuale

Mappa delle province, città, distretti e contee della Corea del Sud che hanno forme di protezione contro le discriminazioni LGBT
Vieta le discriminazioni sulla base dell'orientamento sessuale

Attualmente, 15 governi locali in Corea del Sud hanno approvato atti e politiche (non leggi) non discriminatori che includono l'orientamento sessuale. Tra questi vi sono 5 suddivisioni di primo livello: Gyeongsang Meridionale (2010), Seoul (2012), la Provincia di Jeju (2015), Chungcheong Settentrionale (2015) e Chungcheong Meridionale (2018).
Anche varie giurisdizioni di secondo livello hanno emanato disposizioni anti-discriminatorie che includono l'orientamento sessuale. Queste sono:
Pusan
- Distretto di Yeonje (2010)
- Distretto di Suyeong (2010)
- Distretto di Nam (2011)
- Distretto di Buk (2012)
- Distretto di Haeundae (2015)

Ulsan
- Distretto di Buk (Ulsan) (2011)
- Distretto di Jung (2013)

Daejeon
- Distretto di Dong (2015)

Seoul
- Distretto di Eunpyeong (2015)

Sud Jeolla
- Contea di Hwasun (2017)

### Anti-bullismo e ordinanze studentesche
La provincia di Gyeonggi ha vietato il bullismo verso gli studenti sulla base del loro orientamento sessuale nel 2010. Una simile decisione è stata presa dalle città di Gwangju nel 2011 e Seoul nel 2012. L'ordinanza dei diritti degli studenti di Seoul include anche l'identità di genere. La provincia di Jeolla Settentrionale ha emanato un'ordinanza che vieta il bullismo contro le minoranze sessuali nel 2013.

### Altre disposizioni contro le discriminazioni
Vi sono poi altre forme di protezione per le minoranze sessuali. Ad esempio, gli appartenenti al corpo della polizia e il personale della guardia costiera non possono fare l'outing delle persone LGBT contro la loro volontà.
Nel 2017, la città di Geoje ha approvato una politica che proibisce alle agenzie di telecomunicazione di diffondere informazioni che possano incoraggiare la discriminazione contro le minoranze sessuali. Una simile decisione è stata presa dalla Contea di Hongcheon e dalla città di Gangneung nel 2018.
Inoltre, sono stati creati alcuni gruppi e coalizioni all'interno della comunità lgbt sudcoreana per supportare e sostenere i diritti umani delle persone lgbt. Per esempio, il "Rainbow Action against Sexual Minority Discrimination," anche conosciuto come "Rainbow Action," è una coalizione di varie organizzazioni internazionali che lavorano per promuovere ed espandere i diritti lgbt in Corea. Rainbow Action lavora per affrontare i vari problemi presenti all'interno della comunità coreana, come le terapie di conversione, lo stigma relativo all'HIV, i crimini d'odio, i diritti delle persone intersex.

### Diritti costituzionali
La Costituzione della Corea del Sud proibisce le discriminazioni sulla base di sesso, religione e status sociale. Secondo il Ministero della Giustizia, il termine "status sociale" include le persone LGBT. Tuttavia, non vi sono rimedi per le vittime di discriminazione né queste forme di protezione sono applicate.

### Assicurazione sanitaria
Nel gennaio 2022, una coppia omosessuale sudcoreana ha ricevuto il rifiuto ai benefici dell'assicurazione sanitaria da una corte territoriale. Nella sua decisione, la Corte amministrativa di Seoul ha affermato che il matrimonio in Corea del Sud è ancora considerato un'unione tra un uomo e una donna. Questa decisione è stata ribaltata l'anno seguente, il 21 febbraio 2023, dopo che l'Alta Corte di Seoul ha stabilito che l'assicuratore sanitario dello stato - Il National Health Insurance Service – deve includere la protezione prevista per le coppie anche a quelle dello stesso sesso.

## Servizio militare
Avere rapporti sessuali omosessuali, anche se consensuali, è un reato nell'esercito sudcoreano. L'art. 92-6 del Codice penale militare del 1962 criminalizza i rapporti anali o "qualunque altro atto indecente" tra personale militare, e comporta una pena fino a 2 anni di reclusione. Nell'aprile 2022, la Corte Suprema ha stabilito che la legge non può essere applicata agli atti consensuali che avvengono fuori dai luoghi militari al di fuori dell'orario di lavoro. Gli attivisti chiedevano invece che la legge venisse dichiarata incostituzionale nella sua interezza.
Il servizio militare è obbligatorio per tutti i cittadini maschi della Corea del Sud. All'atto dell'arruolamento deve essere svolto un test psicologico che include alcune domande riguardanti le preferenze sessuali. I militari omosessuali in servizio attivo vengono categorizzati come affetti da disordini della personalità o da disabilità comportamentali e possono essere sia trasferiti in un ospedale psichiatrico sia congedati con disonore.
Nel 2017, Amnesty International ha accusato l'esercito di svolgere una caccia alle streghe al fine di svelare e punire il personale gay, indagando 32 membri dell'esercito per "sodomia o altre condotte deplorevoli", oltre a condannare un soldato gay a una pena di sei mesi di prigione per aver avuto un rapporto consensuale con un altro soldato gay in un luogo privato.
Nel gennaio 2020, la sergente Byun Hui-su, una persona transgender, è stata espulsa dall'esercito dopo aver cambiato sesso, la quale poi in seguito si è suicidata. Nel 2012, la corte distrettuale sudcoreana la ha riabilitata post-mortem.

## Diritti transgender
La Corte Suprema ha stabilito che affinché una persona possa beneficiare dell'operazione chirurgica di cambio di sesso debba aver almeno compiuto vent'anni, oltre ad essere celibe e senza figli.
A partire dal 2006 tutte le persone sottoposte con successo all'intervento di riassegnazione di sesso hanno il diritto a dichiarare in tutti i documenti ufficiale il loro nuovo status di genere, incluso il diritto di richiedere la rettifica di sesso online su tutti i registri pubblici governativi, compreso quello del censimento.

## Persone intersex
In Corea, le persone intersex sono largamente ignorate o marginalizzate a causa della mancanza di familiarità con il termine intersex e a causa dello stigma generale che le circonda. Pertanto, le persone intersex devono subire mancanze a livello di accesso a servizi medici e alcuni vengono anche pressati per subire una chirurgia di "normalizzazione genitale" senza un consenso informato. 
Questo concetto di medicalizzazione delle persone intersex è ancora prevalente in Corea e corrisponde alla visione sociale delle persone intersex come malate che necessitano di essere "normalizzate" chirurgicamente. Per mitigare questi problemi, nel 2015 la Corea del Sud ha aderito all'ILGA e ha iniziato ad aumentare il numero di articoli e informaizoni sulle persone intersex in modo da aumentare la conoscenza generale sul tema.

## Terapie di conversione
In un sondaggio del 2016, il 16% delle persone LGBT che avevano fatto coming out avevano ricevuto il consiglio di sottoporsi a terapie di conversione.  Di queste, il 65% ha detto che ciò ha avuto un impatto dannoso sulla loro vita, con il 94% che ha dichiarato di aver subito traumi psicologici. Un sondaggio del 2017 ha evidenziato che il 58% delle persone LGBT che in passato hanno affrontato le terapie di conversione hanno ancora effetti negativi a causa di ciò. Vari studi hanno mostrato che il 40% delle persone LGBT coinvolte hanno affermato di aver subito dichiarazioni omofobiche o trattamenti discriminatori dai consulenti delle terapie di conversione.

## Donazione del sangue
In Corea del Sud è vietato per le persone che hanno avuto rapporti sessuali "con certi individui ad alto rischio" nell'ultimo anno di donare sangue. Queste regole si applicano ugualmente a tutte le persone, indipendentemente dal loro orientamento sessuale o identità di genere.

## Vita quotidiana LGBT
La parola coreana per indicare l'omosessuale è dongseongaeja (동성애자?, 同性愛者?; letteralmente "amante dello stesso sesso"). Un termine invece molto meno politicamente corretto è dongseongyeonaeja (동성연애자?, 同性戀愛者?).
Si può tuttavia far uso frequentemente anche del termine ibanin (이반인?, 異般人?; o anche "二般人") che può esser tradotta come "persona di seconda scelta/di tipo diverso/di classe inferiore" e di solito abbreviato come iban (이반?, 異般?)..
Il termine è un gioco linguistico basato sulla parola ilban-in (일반인?, 般人?) che significa "persona normale-regolare-comune". Lesbica è lejeubieon o yeoseongae (Hangul: 레즈비언 o 여성애; Hanja: 女性愛); gay è gei or namseongae (Hangul: 게이 or 남성애; Hanja: 男性愛); queer è kuieo (퀴어?); transessuale è teuraenseujendeo (트랜스젠더?); bisessuale è yangseongaeja (Hangul: 양성애자; Hanja: 兩性愛者).
L'omosessualità rimane in gran parte ancora un tabù all'interno della società civile e coppie gay vengono rarissimamente viste in pubblico. Questa mancanza di visibilità si riflette anche nel profilo relativamente basso mantenuto da molti dei gay club presenti nel territorio nazionale, la maggior parte dei quali sono di proprietà dell'imprenditore di nightclub Tim Kim che ha la sua base operativa a Londra.
Questi sono concentrati nelle aree metropolitane a più alta densità abitativa (il centro storico di Jongno-gu a Seul, il quartiere universitario Sincheon-dong e la zona abitata essenzialmente da stranieri Itaewon, in cui sorgono il quartiere a luci rosse e la "collina dei gay-Homo hill") e solo nelle grandi città, oltre alla capitale Pusan e poche altre, si mantiene un certo grado di vita notturna gay.

### Opinione pubblica
I cittadini sudcoreani son divenuti, nell'ultimo decennio, molto più tolleranti nei confronti dell'accettazione dell'omosessualità e dei relativi diritti civili, anche se gli atteggiamenti conservatori rimangono dominanti: un sondaggio svolto dall'istituto di ricerca Gallop nel 2013 ha rilevato che il 39% degli intervistati è convinta che l'identità omosessuale dovrebbe essere accettata dalla società (rispetto ad un 18% nel 2007). Rimane tuttavia una significativa differenza per fasce d'età: il 71% dei 18-29enni era a favore, rispetto al 16% degli ultra cinquantenni.
Sempre nel 2013 un altro sondaggio commissionato da un gruppo cristiano conservatore ha rilevato che il 25% degli intervistati sosteneva il matrimonio omosessuale, mentre il 67% era contrario; una ricerca della Ipsos ha notato però che a fronte d'un 26% a favore del matrimonio omosessuale, vi era un altro 31% che sosteneva in ogni caso una qualche forma di riconoscimento giuridico per le coppie formate da persone dello stesso sesso.
Vi è infine un numero sempre più crescente di persone che affermano d'aver un'identità bisessuale.

## Problemi di censura
Negli anni dal 2001 al 2003 il governo ha praticato una censura dei contenuti gay dei siti web attraverso un Comitato etico d'informazione e comunicazione (정보통신윤리위원회), organo ufficiale del Ministero delle telecomunicazioni: in seguito tale pratica è stata cancellata del tutto.

## Tabella riassuntiva
| Omosessualità legale                                                                                                 | [ 69 ]                                                                                             |
| Attività sessuale omosessuale (per il personale militare)                                                            | (punibile fino a 2 anni di reclusione)                                                             |
| Parità nell'età del consenso (16 anni)                                                                               | (sempre uguale)                                                                                    |
| Leggi anti discriminatorie sul luogo di lavoro                                                                       | / (in alcune giurisdizioni, proposto a livello nazionale)                                          |
| Leggi anti discriminatorie nella fornitura di beni e servizi                                                         | No                                                                                                 |
| Leggi anti discriminatorie in tutti gli altri settori (inclusa la discriminazione indiretta e le espressioni d'odio) | No                                                                                                 |
| Matrimonio omosessuale                                                                                               | No                                                                                                 |
| Riconoscimento delle coppie dello stesso sesso                                                                       | (sì solo per il servizio sanitario)                                                                |
| Adozione da parte di coppie dello stesso sesso                                                                       | No                                                                                                 |
| Adozione congiunta da parte di coppie dello stesso sesso                                                             | No                                                                                                 |
| Permesso di servire apertamente come gay e lesbiche nelle forze armate                                               | No                                                                                                 |
| Diritto legale di cambiare sesso (transessuali)                                                                      | Si può cambiare sesso all'anagrafe solo dopo un intervento chirurgico di riassegnazione del sesso. |
| Divieto delle terapie di conversione                                                                                 | No                                                                                                 |
| Accesso alle fecondazione in vitro per le lesbiche                                                                   | No                                                                                                 |
| Maternità surrogata commerciale per le coppie gay                                                                    | No                                                                                                 |
| Uomini che hanno rapporti sessuali con uomini possono donare                                                         | / (un anno dall'ultimo rapporto con soggetti a rischio a prescindere dall'orientamento sessuale)   |